# 1-雄烯二醇
1-雄烯二醇（英語：1-Androstenediol，或称为5α-雄甾-1-烯-3β,17β-二醇，5α-androst-1-ene-3β,17β-diol，或4,5α-双氢-δ1-雄烯二醇，4,5α-dihydro-δ1-4-androstenediol）能作为同化類固醇药物1-睾酮(Δ1-DHT)的激素原。

## 其它
- 1-雄烯二酮